# Judy Santos
Judy Santos (Sleepy Hollow, Nueva York, 17 de junio de 1981) es una cantante dominicanaestadounidense, reconocida por su colaboración con la agrupación de bachata Aventura y por su carrera en solitario. La canción «Obsesión», en la que cantó a dúo con Romeo Santos, encabezó las listas de éxitos en varios países, y su sencillo como solista «No me rendiré» alcanzó la posición número 24 en la lista Tropical Airplay de Billboard en 2021.

## Biografía

### Aventura
Santos dio sus primeros pasos como cantante participando en diversas agrupaciones infantiles. Su gran oportunidad llegó en el año 2002 cuando aportó su voz al lado de Romeo Santos en el sencillo «Obsesión», perteneciente al álbum We Broke the Rules de la agrupación de bachata Aventura. La canción fue un gran éxito en diversos territorios, encabezando los listados en países como Austria, Bélgica, Francia, Alemania, Italia y Suiza.
Su colaboración con Aventura continuó en el álbum Love & Hate, en el que aportó su voz en la canción «La guerra». En 2005 nuevamente apareció al lado de Romeo Santos en la canción «Angelito», con la que ingresó en la posición número 17 de la lista Tropical Airplay de Billboard.

### Carrera en solitario
Al finalizar su colaboración con Aventura y aparecer como artista invitada en las canciones «Yo quiero saber» y «Tú y yo» de Toby Love, Santos inició una carrera como solista a mediados de la década de 2010. Su primer sencillo, titulado «Tú tienes tu vida» y publicado en 2015, logró repercusión en la lista de música tropical de Billboard. Un año después registró una nueva colaboración con Toby Love en la canción «No hay colores», la cual se ubicó entre los temas latinos más destacados en territorio canadiense.
Tras publicar los sencillos «Secreto», «Loca» y «Demos paso al amor» y el álbum en directo Judy Santos Live, grabado durante una presentación virtual durante el aislamiento por la Pandemia del Covid-19, la cantante colaboró con Wilmore «Bimbo» Franco en la canción «All By Myself», la cual fue incluida en el disco Classic American Tunes in Bachata. En 2021 publicó el sencillo «No me rendiré», el cual logró alcanzar la posición número 24 en la lista Tropical Airplay de Billboard. La canción fue producida y coescrita por Chris Hierro, ganador de un Premio Grammy.

## Discografía

### Con Aventura
| Año  | Título      | Álbum              |
| ---- | ----------- | ------------------ |
| 2002 | «Obsesión»  | We Broke the Rules |
| 2003 | «La guerra» | Love & Hate        |
| 2005 | «Angelito»  | God's Project      |

### Como solista

#### Álbumes
| Año  | Título |
| ---- | ------ |
| 2020 | Live   |

#### Sencillos
| Año  | Título               | Notas                    |
| ---- | -------------------- | ------------------------ |
| 2015 | «Tú tienes tu vida»  |                          |
| 2016 | «No hay colores»     | Con Toby Love            |
| 2017 | «Secreto»            |                          |
| 2020 | «Demos paso al amor» |                          |
| 2020 | «Loca»               |                          |
| 2020 | «All By Myself»      | Con Wilmore Bimbo Franco |
| 2021 | «No me rendiré»      |                          |